# Panglong
Panglong is een bestuurslaag in het regentschap Serdang Bedagai van de provincie Noord-Sumatra, Indonesië. Panglong telt 619 inwoners (volkstelling 2010).